# Doeke Eisma
Doeke Eisma (Den Haag, 30 december 1939 – aldaar, 29 december 2023) was een Nederlands politicus die lid was van de Eerste Kamer, Tweede Kamer en het Europees Parlement voor D66.

## Loopbaan
Eisma was een socioloog die namens D'66 diverse politieke functies bekleedde. Na wetenschapper te zijn geweest, werd hij in 1971 Eerste Kamerlid (en in 1974 fractievoorzitter) en een jaar later tevens Europarlementariër. Nadien was hij ambtenaar op het gebied van welzijn en sport. In 1986 keerde hij terug in de Haagse politiek als Tweede Kamerlid. Hij was woordvoerder buitenlandse zaken, defensie en verkeer en waterstaat. In 1994 werd hij weer lid van het Europees Parlement (EP) en na zijn vertrek daar vanaf 1999 voorzitter van de Waddenvereniging en lobbyist bij het EP voor onder meer Natuurmonumenten, Staatsbosbeheer, Provinciale Landschappen, en Stichting Natuur en Milieu, tot 1 juli 2005.
In 2023 overleed Doeke Eisma, een dag voor zijn 84e verjaardag.
- International Standard Name Identifier: 0000 0000 2179 375X
- Library of Congress Control Number: n79125608
- Nederlandse Thesaurus van Auteursnamen: 068174624
- Parlement.com: vg09llgk83cc
- Virtual International Authority File: 67749198
- WorldCat: E39PBJppxr3Pf6MRCBJytJf8YP